# Pigment (Biologie)

Im Blutfarbstoff Hämoglobin verändert sich die Struktur dieses Eisen-Protein-Komplexes bei der Aufnahme von Sauerstoffmolekülen (Oxygenation) und damit dessen Farbe von dunkel- nach hellrot, umgekehrt bei Sauerstoffabgabe (Desoxygenation).

Als Pigment (lateinisch pigmentum ‚Farbe, Färbestoff‘) werden in der Biologie alle farbgebenden Substanzen und Strukturen in den Zellen ein- und mehrzelliger Organismen bezeichnet.
Pigmente können in einer Zelle unabdingbar notwendig sein, so etwa die Bakteriochlorophylle für eine anoxygene Photosynthese oder die Chlorophylle für eine oxygene, bei der Sauerstoff gebildet wird. Des Weiteren können sie für die Zellatmung nötig sein (wie Cytochrome). Weiterhin können sie in mehrzelligen Lebewesen für die Sauerstoffspeicherung (Myoglobine), den Sauerstofftransport (Hämoglobine), die Lichtempfindung (Photopigmente) oder den Lichtschutz (Melanine) gebraucht werden.
Darüber hinaus werden Pigmente eingesetzt für unauffällige Oberflächen (Tarnung) oder aber für auffällige Signale. Derart sind sie dann bei vielen Pflanzen und Tieren in Bildungen der Oberflächen zu finden, beispielsweise in Cuticula und Fruchtschale, Blatt und Blüte, Muschelschale oder Chitinpanzer, Schneckenhaus, Schmetterlingsflügel, Vogelfeder, Schuppe, Haar oder Haut.
Die farbige Wirkung kann durch die selektive Absorption von Licht in dem Chromophor genannten farbtragenden Anteil von löslichen Farbstoffen oder unlöslichen Pigmenten entstehen. Sie kann daneben hervorgerufen werden durch Reflexion, Streuung und Brechung an (oft mehrlagigen) Strukturen, evtl. mit irisierenden Effekten durch Interferenz.
Biologische Pigmente sind meist eingelagert in Membranen und Zellen. Eine pigmenttragende Membranhülle innerhalb von Zellen wird ein Chromatophor genannt, ebenfalls ein membranumhülltes Plastid; die körnigen Lamellenstapel im Inneren von Chloroplasten heißen Grana. Eine Pigmentzelle wird auch als Chromatophore bezeichnet, eine (Melanophore) in der Haut von Primaten ist der Melanozyt, in dessen membranumschlossenen Organellen (Melonosom) das Pigment Melanin gebildet wird. Deren Weitergabe an hornbildende Zellen bestimmt maßgeblich die natürliche Farbe von Haut und Haar, auch beim Menschen.

## Pigmente in Pflanzen
Die wichtigsten in Pflanzen und Algen enthaltenen Pigmente, die bei Embryophyten und Grünalgen auch für die Grünfärbung
verantwortlich sind, sind Chlorophylle. Alle Pflanzen (Reich Archaeplastida = Plantae) und Algen enthalten Chlorophyll a. Die Archaeplastida werden, neben morphologischen Unterschieden, nach der Art der zusätzlich enthaltenen Pigmente in drei Untergruppen unterschieden, abhängig davon, ob zusätzlich Chlorophyll b, Xanthophylle und/oder Phycobiline enthalten sind.
Algen mit komplexen Plastiden, die einer Endosymbiose mit einer
Rotalge entstammen,  enthalten anstelle von Chlorophyll b, meist Chlorophyll c.
Die Phycobilisomen, die Lichtsammelkomplexe der Cyanobakterien, Rotalgen, Glaucocystophyceen und der thekaten Amöbe Paulinella chromatophora bestehen aus Biliproteinen. Während Phycocyanin und Allophycocyanin in allen Phycobilisomen vorhanden sind, wird Phycoerythrin nur in Rotalgen und Cyanobakterien – jedoch nicht in allen – gebildet. Cryptophyceae enthalten anstelle von Phycobilisomen nur ein einziges stark modifiziertes Phycoerythrin als Lichtsammelkomplex.
Ebenfalls zu den Pigmenten werden die im Zellsaft gelösten Anthocyane und Flavone gezählt, ebenso die Phlobaphene, die in den Wänden toter Zellen eingelagert sind.

## Pigmente bei Menschen und Tieren
Bei Tieren stellen die Melanine, Karotinoide, Guanin, sowie die Gallenfarbstoffe die wichtigsten Pigmente dar. Die Pigmente befinden sich unter anderem in Haut, Netzhaut, Haaren, Schuppen, Federn oder Chitinpanzern. Tierische Pigmente können in Pigmentzellen (Chromatophoren) konzentriert oder in Körperflüssigkeiten gelöst sein.
Schmetterlinge erzeugen zusätzliche Farbeffekte durch Interferenz an den Schuppen. Skelette und Schalen aus Calciumcarbonat (Kalk), wie sie etwa bei Schwämmen, Muscheln oder Schnecken vorkommen, können anorganische Pigmente enthalten.
Die Hautfarbe der Säugetiere entsteht vorwiegend durch Melanine. Hämoglobin, die farbgebende Substanz des Blutes von Wirbeltieren, ändert durch Aufnahme und Abgabe von molekularem Sauerstoff die Farbe des Eisen-Hämoglobin-Komplexes von rot bis rotviolett. Ursache ist eine Strukturänderung bei gleich bleibender Oxidationszahl von +II des Eisenatoms im Häm.
Bei verminderter Pigmentbildung spricht man von Hypopigmentierung, bei verstärkter von Hyperpigmentierung.

## Nutzung
Einige wirtschaftlich genutzte organische Pigmente, wie das farbkräftige Indischgelb aus Urin von Kühen, wurden direkt aus Pflanzen- oder Tierprodukten hergestellt. Sie verloren jedoch durch die seit Ende des 19. Jahrhunderts zur Verfügung stehenden synthetischen organischen Pigmente immer mehr an Bedeutung.
| Pigment     | Herkunft                | Farbe       |
| ----------- | ----------------------- | ----------- |
| Indischgelb | Kuh-Urin                | gelb        |
| Crocin      | Safran                  | gelb        |
| Purpur      | Purpurschnecke          | purpur-rot  |
| Alizarin    | Wurzel des Färberkrapps | türkischrot |
| Karmin      | Cochenilleschildlaus    | rot         |
| Kermes      | Kermesschildlaus        | rotbraun    |
| Kermes      | Kermesbeeren            | rotbraun    |
| Indigo      | indische Indigopflanze  | blau        |
| Indigo      | Blätter des Färberwaid  | blau        |